# Mutton Island (Galway)
Mutton Island (irisch Oileán Caorach – dt. Hammelinsel) ist eine kleine Insel, etwa einen Kilometer südlich der Küste zwischen Galway und Salthill im County Galway in Irland.
Die Insel ist von Claddagh aus über einen Damm mit dem Festland verbunden. Auf der unbewohnten Insel steht ein Leuchtturm und liegt eine Kläranlage. Die die meiste Zeit des Jahres über für die Öffentlichkeit unzugängliche Insel wird in der Regel nur von den Arbeitern an der Kläranlage besucht. Nach der Behandlung wird das Abwasser ins Meer gepumpt.

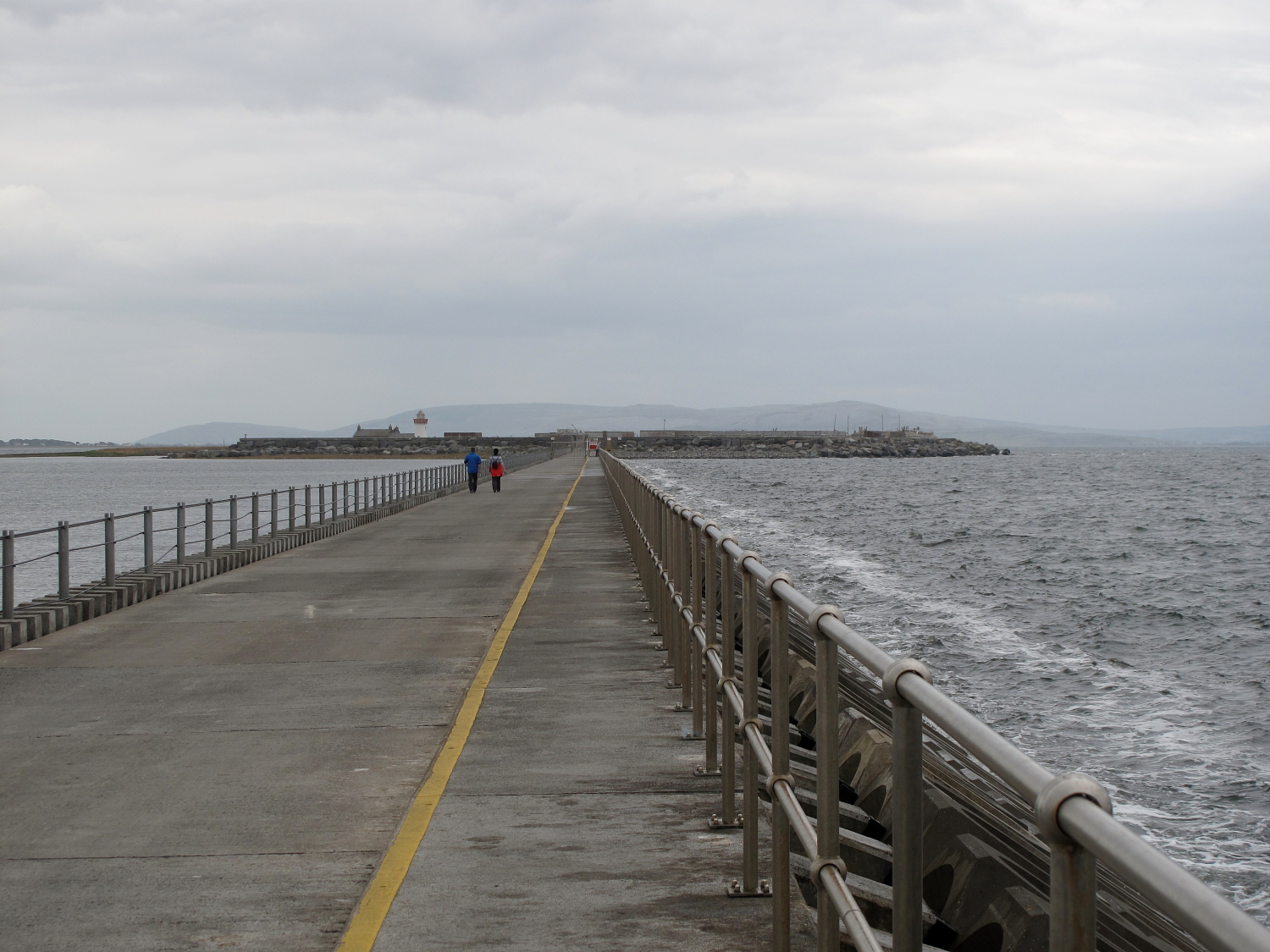
Der Damm von Mutton Island